# Щелоково
Щелоково — деревня в Шаховском сельском поселении Прохоровского района Белгородской области.

## География
Находится в северной части Белгородской области, в лесостепной зоне, в пределах юго-западного склона Среднерусской возвышенности, на  берегу реки Северный Донец, к юго-востоку от села Шахово.

### Климат
Климат характеризуется как умеренно континентальный, с относительно мягкой зимой и тёплым продолжительным летом. Среднегодовая температура воздуха — 5,4 °C. Средняя температура воздуха самого холодного месяца (января) — −9,2 °C; самого тёплого месяца (июля) — 16,4 — 24,3 °C. Безморозный период длится в среднем 155—160 дней. Годовое количество атмосферных осадков — 527—595 мм, из которых большая часть выпадает в тёплый период.

## История
Время образования села, как и многих других населенных пунктов на данной территории, датируется 1635-1645 годами, временем строительства Белгородской черты. Помимо деревень Новый Ольшанец (Кураковка) и Большой Ольшанец, Кизилово (Лески) появилась и деревня Щелоково. Щелоково упоминается в документах 1646 года, как военное поселение служилых людей Сажновского стана.
Предположительно свое название Щелоково получило от фамилии сына боярского Щелокова, который первым получил здесь поместную «дачу».
Рядом с селом располагаются археологические памятники регионального значения:  Селище-1 (I тыс. н. э., юго-западная окраина села), Селище-2 (I–II тыс. н. э., юго-запад), Селище-3 (Бронзовый век, средневековье), а также срубная и пеньковая культуры( в 1,5 км юго-западнее Щелокова).
Согласно подворной переписи 1885 года в селе Щелоково, Шаховской волости, Корочанского уезда насчитывалось 162 двора государственных крестьян и 1142 жителя, 2 торговые лавки и 2 кабака. К 1890 г. в «селе Щолоково» уже проживало 1185 жителей. В 1880 году дворов – 137, жителей – 1190, 1886 год: дворов – 162, жителей – 1142. В 1927 году (апрель) в селе Щелоково было зарегистрировано Прилужанское товарищество по совместной обработке земли «Труженик».

## Население
| 2002 | 2010 |
| ---- | ---- |
| 129  | ↘57  |

## Объекты культурного наследия
Неподалеку от села расположены археологические памятники: Селище-1 (юго-западная окраина села Щелоково (I тыс. н. э.)); Селище-2 (юго-западная окраина села (I–II тыс. н. э.)); Селище-3, Бронзовый век.
По данным военного комиссариата Прохоровского района Белгородской области в центре поселения находится братская могила воинов, погибших в годы Великой Отечественной войны, в которой похоронены воины следующих подразделений: 81-я стрелковая дивизия, 2-й мотострелковый полк, 53-й стрелковый полк, 202-й стрелковый полк, 235-й стрелковый полк, 323-й стрелковый полк, 667-й гаубичный артиллерийский полк резерва главного командования, 711-й артиллерийский полк, 1002-й стрелковый полк, п/п 24717, п/п 24184.
В братскую могилу в 1951 году перенесены останки из братской могилы села Щелоково, расположенной на территории колхозного сада и хутора Покровский.
В июле 1967 года колхозниками колхоза «Завет Ильича» Шаховского сельского Совета на могиле воздвигнут скульптурный памятник «Воин с автоматом в руке» высотой 2,6 метра на 3-метровом кирпичном постаменте.
В 2012 году была проведена реконструкция памятника погибшим бойцам. В братской могиле захоронено 194 воина.